# لاوشا
شهر لاوشا (به آلمانی: Lauscha) در ایالت تورینگن در کشور آلمان واقع شده‌است.